# 連結空間

平面上の連結集合と非連結集合の例:
上側の A は連結、下の飛び飛びになっている集合 B は非連結。

位相幾何学や関連する数学の分野において、連結空間（れんけつくうかん、英: connected space）とは、2つ以上の互いに素な空でない開部分集合の和集合として表すことのできない位相空間のことである。空間の連結性は主要な位相的性質のひとつであり、位相空間の区別をつけることに利用できる。より強い意味での連結性として、弧状連結 (path-connected) という概念があり、これは任意の2点が道によって結べることをいう。
位相空間 X の部分集合が連結であるとは、X の相対位相によってそれ自身を位相空間と見たときに連結であることをいう。
連結でない空間の例は、平面から直線を取り除いたものがある。非連結空間（すなわち連結でない空間）の他の例には、平面からアニュラスを取り除いたものや、2つの交わりを持たない閉円板の和集合がある。ただし、これら3つの例はいずれも、2次元ユークリッド空間から誘導される相対位相を考えている。

## 定義
位相空間 {\displaystyle (X,{\mathcal {O}})} が非連結（ひれんけつ、disconnected）あるいは不連結であるとは、2つの交わりを持たない空でない開集合の和集合（非交和）であることをいう。つまり次が成り立つことである：
{\displaystyle \exists \ A,\ B\in {\mathcal {O}}\ {\text{s.t.}}\ [X=A\cup B,\ A\cap B=\varnothing ,\ A\neq \varnothing ,\ B\neq \varnothing ].}
非連結でないとき、X は連結 (connected) であるという。位相空間の部分集合が連結であるとは、相対位相で連結であることをいう。この定義では空集合（位相は一意に定まる）も連結だが、著者によっては空集合を連結空間から除外することもある。
位相空間 X に対し、以下の条件は同値である. ただし {\displaystyle {\mathcal {C}}} は X の閉集合系とする：
1. X は連結である。
2. X を2つの互いに素な空でない閉集合の和として書くことはできない。
3. X の開かつ閉な部分集合は X と空集合のみである： {\displaystyle Y\in {\mathcal {O}}\cap {\mathcal {C}}\implies Y=X{\text{ or }}Y=\varnothing .}
4. 境界を持たない部分集合は空集合と全体集合 X のほかに無い: {\displaystyle Y\subset X,\ \partial Y=\varnothing \Rightarrow Y=X{\text{ or }}Y=\varnothing .}
5. X を2つの空でない分離集合（どちらも他方の閉包と交わりを持たない集合）の和として書くことは出来ない。
6. X から {0, 1} への任意の連続写像は定値写像である、ただし {0, 1} は離散位相を入れた二点空間とする。

### 連結成分
空でない位相空間の（包含による順序によって）極大な連結部分集合をその空間の連結成分 (connected component) という。紛れのおそれの無いときはこれを単に成分 (component) とも呼ぶ。明らかなことであるが、ある連結成分が X 全体に一致するとき、X は連結である。
任意の位相空間 X の連結成分たちは X を分割する、すなわち、互いに素で、空でなく、合併が全空間となる。同じことだが、X の点が同じ連結成分に属するという関係は、X 上の同値関係を定めるということもできる。任意の成分はもとの空間の閉部分集合である。したがって、成分の個数が有限であれば、各成分は開でもある。しかしながら、その個数が無限であれば、成分が開とは限らない。例えば、有理数全体の集合の連結成分は一点集合であるが、これは開でない。
{\displaystyle \Gamma _{x}} を位相空間 X の点 x の連結成分とし、{\displaystyle \Gamma _{x}'} を x を含むすべての開かつ閉集合の交わりとする（x のquasi-componentと呼ばれる）。すると {\displaystyle \Gamma _{x}\subset \Gamma '_{x}} であり、等号は X がコンパクトハウスドルフあるいは局所連結であれば成り立つ。

### 全不連結空間
位相空間 X の連結成分がすべて一点からなる集合であるとき、X は全不連結または完全不連結（かんぜんふれんけつ、totally disconnected）であるという。このような位相空間の例として、有理数全体の成す集合 ℚ に絶対値に関する距離位相を入れたものや、p-進数体 ℚp あるいはその上の線型代数群などを挙げることができる。これに関連して、位相空間 X に相異なる二点が与えられたとき常に、交わりを持たないようにそれぞれの点の開近傍を選び出して X を覆うことができるならば、X は全分離あるいは完全分離（かんぜんぶんり、totally separated）的であるという。完全分離空間は完全不連結であるが逆は正しくない。実際、有理数体 ℚ の二つのコピーを 0 以外の点で（同じ数は同じ数同士で）貼合わせて得られる集合 {\displaystyle (A\sqcup B)/\sim \quad (A=B=\mathbb {Q} )}（ただし関係 ∼ は、a (≠ 0) ∈ A と b (≠ 0) ∈ B については a ∼ b ⇔ a = b となるような最小の同値関係とする）に商位相を入れたものは完全不連結であるが、0 のふたつのコピーはどのような開近傍によっても分離することができないのでハウスドルフ空間にすらならず、特に完全分離的ではない。

## 例
- 閉区間 [0, 2] は連結である。これを例えば、[0, 1) と [1, 2] の和集合に書くことはできるが、後者は [0, 2] の開集合ではない。これに対して、[0, 1) と (1, 2] の和集合は非連結空間の例である。実際、[0, 1) および (1, 2] は [0, 1) ∪ (1, 2] の開集合であり、また交わりを持たない。
- 凸集合は連結である。さらに単連結となる。
- 原点 (0, 0) を除いたユークリッド平面の全体は連結だが単連結ではない。3次元ユークリッド空間から原点を取り除いたものも連結である。この場合はさらに単連結となる。これらと対照的に、1次元のユークリッド空間から原点を除くと、これはもはや連結でない。
- 実数全体の成す集合 ℝ に通常の位相を入れた位相空間は連結である。
- 離散空間は非連結であり、実際はさらに完全不連結である。
- 密着空間は連結である。
- カントール集合は、非可算無限個の点を含む完全不連結空間である。したがって特に、非可算無限個の連結成分を持つ。
- 連結空間とホモトピックな空間は、連結である。

## 弧状連結

平面上の弧状連結集合：任意の二点を弧で結ぶことができる

位相空間 X はその任意の点 a, b を結ぶ道をとることができるとき弧状連結（こじょうれんけつ、path-connected, pathwise connected）または道連結（みちれんけつ）であるという。
ここで始点 a と終点 b を結ぶ道 (path) とは、f(0) = a かつ f(1) = b を満たす、単位閉区間 [0, 1] から X への連続写像 f のことである。（これは「パラメータ付けられた曲線」であって、単なる点の集合ではないことに注意を要する。）
弧状連結な位相空間は常に連結である。また、アレクサンドロフの長い直線とよばれる非可算無限個の単位半開区間の直積空間の一点コンパクト化や、sin(1/x) のグラフに原点を加えたもの（位相幾何学者の正弦曲線）は、連結だが弧状連結でない位相空間の例として挙げることができる。

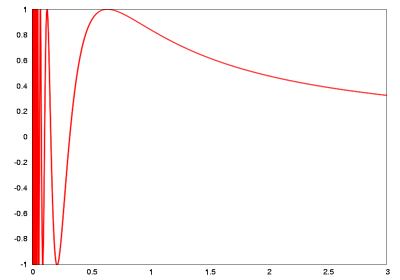
位相幾何学者の正弦曲線

一方、実数直線 ℝ の部分集合では連結であることと弧状連結であることとが同値であり、そのようなものは ℝ の区間に限られる。n 次元数空間 ℝn, ℂn に対しても、連結な開部分集合が常に弧状連結となることがいえる。あるいは、有限集合に位相を入れて考えるときにも、連結性と弧状連結性は同値になる。

## 弧連結
さらに強く、弧状連結空間がその任意の相異なる二点を結ぶ道 f として常に弧 (arc)—つまり単位区間 [0, 1] と像 f([0, 1]) との間の同相写像—を選ぶことができるとき、弧連結 (arc-connected, arcwise connected) であるという。弧状連結なハウスドルフ空間は常に弧連結空間である。弧状連結だが弧連結でない空間の例を、負でない実数全体の成す集合 [0, ∞) に第二の 0 として 0′ を加えることによって作ることができる。具体的に、通常の大小関係に加えて、a が正の数ならば 0' < a であるとし、0 と 0' は比較不能であるとして半順序を与える。このとき順序位相—つまり開区間 (a, b) ≔ {x  |  a < x < b}, 半開区間 [0, a) ≔ {x  |  0 ≤ x < a} および [0′, a) ≔ {x  |  0′ ≤ x < a} を開基とする位相—を入れて得られる位相空間は、T1-空間になるがハウスドルフ空間ではない。そして、0 と 0′ は道で結ぶことができるが弧で結ぶことができないのである。

## 局所連結性
連結集合からなる開基を持つ位相空間は、局所連結（きょくしょれんけつ、locally connected）であるという。位相空間 X が局所連結となることと、X のどの開集合に対しても、その任意の連結成分がまた開集合となることとは同値である。連結だが局所連結でない位相空間の例として、再び位相幾何学者の正弦曲線を挙げることができる。
同様にして、弧状連結な部分集合からなる開基を持つ位相空間は局所弧状連結（きょくしょこじょうれんけつ、locally path-connected）であるという。局所弧状連結空間の開集合は、それが連結であるならば弧状連結である。このことは一般に n 次元数空間 ℝn, ℂn が局所弧状連結であることから、その開部分集合についても言える。したがってなお一般に、位相多様体は（各点の近傍が数空間の開集合に同相であるから）すべて局所弧状連結であることが従う。

## 性質
既述のものも含めいくつかの性質と、諸概念間の関係性を挙げる。
- 連結性は位相的性質であり、同相写像によって保たれる。
- X と Y が位相空間で、f: X → Y が連続写像であるとするとき、X が連結ならば像 f(X) も再び連結である。特に f が全射ならば Y も連結である。同様に X が弧状連結ならば像 f(X) も弧状連結となる。この特別の場合として中間値の定理を捉えることができる。
- 連結部分集合の族 {A1, A2, …} が与えられていて、この族に属するどの二つの部分集合も交わりを持つならば、族の和 {\textstyle \bigcup _{\lambda }A_{\lambda }} もまた連結である。特に族の共通分 {\textstyle \bigcap _{\lambda }A_{\lambda }} が空でないならば、{\textstyle \bigcup _{\lambda }A_{\lambda }} もまた連結である。
- 弧状連結空間は常に連結である。
- 局所弧状連結空間は常に局所連結である。
- 局所弧状連結空間が弧状連結となるのは、それが連結であるときであり、またそのときに限る。
- 連結成分は弧連結な成分の非交和として表される。
- 局所連結空間の連結成分は開かつ閉である。
- 連結集合の閉包もまた連結である。
- 連結空間の商空間は連結であり、弧状連結空間の商空間は弧状連結である。
- 連結集合の直積は連結であり、弧状連結空間の直積はまた弧状連結である。
- 局所連結空間の開集合は局所連結であり、局所弧状連結空間の開集合もまた局所弧状連結である。
- 多様体は全て局所弧状連結である。

## より強い連結性
位相空間の連結性のより強い形がある。例えば
- 位相空間 X に2つの交わりを持たない空でない開集合が存在しないとき、X は連結でなければならず、したがって超連結空間（英語版）は連結である。
- 単連結空間は定義により弧状連結であるから、任意の単連結空間は連結でもある。しかしながら、単連結性の定義から「弧状連結性」の仮定を落とすと、連結になるとは限らないことに注意。
- さらに強い連結性の概念に、可縮空間がある。任意の可縮空間は弧状連結だから連結でもある。

一般に、任意の弧状連結空間は連結であるが、弧状連結でない連結空間が存在することに注意しよう。deleted comb space はそのような例であり、また上に述べた位相幾何学者の正弦曲線もそうである。

## 注